# Boerenwormkruidbladrandluis
De boerenwormkruidbladrandluis (Coloradoa tanacetina) is een bladluis behorend tot de familie Aphididae. Hij komt voor op boerenwormkruid (Tanacetum vulgare) en voedt zich aan de rand van de bladeren. Hij is ook bekend van Chrysanthemum en de gewone margriet (Leucanthemum vulgare).

## Kenmerken
Ongevleugelde volwassen bladluizen hebben een lengte van 1,1-2,0 mm. De kleur is geelgroen en top van de antennen en tarsi zijn donker. De sifonen zijn cilindrisch en 1,3 tot 2,2 keer langer dan de cauda.

## Verspreiding
Hij komt voor in Europa, Centraal-Azië (Kazachstan) en is geïntroduceerd in de Verenigde Staten.